# Peperomia ewanii
Peperomia ewanii är en pepparväxtart som beskrevs av Trel. & Yunck.. Peperomia ewanii ingår i släktet peperomior, och familjen pepparväxter. Inga underarter finns listade i Catalogue of Life.